# Louise af Battenberg
Lady Louise Mountbatten (Louise Alexandra Marie Irene; 13. juli 1889 – 7. marts 1965), født som Prinsesse Louise af Battenberg, var dronning af Sverige fra 1950 til sin død i 1965. Hun var anden datter af Louis af Battenberg og Viktoria af Hessen og gift med Kong Gustav 6. Adolf af Sverige.

## Ægteskab og stedbørn
Louise blev gift 3. november 1923 med kronprins Gustav af Sverige.
Dronning Louise fik ikke selv børn, men hun blev stedmor til Kronprinsesse Margaretas og kong Gustav 6. Adolf af Sveriges fem børn:
1. Arveprins Gustav Adolf, hertug af Västerbotten (1906-1947), far til kong Carl 16. Gustav af Sverige.
2. Prins Sigvard, hertug af Uppland, senere grev Sigvard Bernadotte af Wisborg (1907-2002)
3. Prinsesse Ingrid, senere dronning af Danmark (1910-2000).
4. Prins Bertil, hertug af Halland (1912-1997), gift i 1976 med Prinsesse Lilian af Sverige, der blev født i 1915 som Lilian May Davies.
5. Prins Carl Johan, hertug af Dalarna, senere grev Carl Johan Bernadotte af Wisborg (1916-2012)

## Titler
- Hendes Højhed prinsesse Louise af Battenberg (1889 - 14. juli 1917)
- Frøken (Miss) Louise Mountbatten (14. juli - 7. november 1917)
- Lady Louise Mountbatten (7. november 1917-1923)
- Hendes Kongelige Højhed Kronprinsesse af Sverige (1923-1950)
- Hendes Majestæt Dronning af Sverige (1950-1965)